# 8491 Джоллі-ґіллс
8491 Джоллі-ґіллс (8491 Joelle-gilles) — астероїд головного поясу, відкритий 28 грудня 1989 року.
Тіссеранів параметр щодо Юпітера — 3,500.